# Bī Kolā
Bī Kolā (persiska: بی كلا) är en ort i Iran.   Den ligger i provinsen Mazandaran, i den norra delen av landet, 150 km nordost om huvudstaden Teheran. Bī Kolā ligger 66 meter över havet och antalet invånare är 297.
Terrängen runt Bī Kolā är platt åt nordväst, men åt sydost är den kuperad.Runt Bī Kolā är det ganska glesbefolkat, med 34 invånare per kvadratkilometer. Närmaste större samhälle är Babol, 16,3 km nordväst om Bī Kolā. I omgivningarna runt Bī Kolā växer huvudsakligen savannskog.